# Ліліан Еглофф
Ліліан Еглофф (нім. Lilian Egloff, нар. 20 серпня 2002, Гайльбронн, Німеччина) — німецький футболіст, півзахисник клубу «Карлсруе».

## Ігрова кар'єра
Ліліан Еглофф народився у містечку Гайльбронн. Грати у футбол починав у місцевому клубі «Бретцфельд-Раппах». У віці 10-ти років Ліліан перейшов до футбольної школи клубу «Штутгарт». З 2018 року Еглофф почав виступати у молодіжній команді.
У лютому 2020 року Еглофф дебютував у першій команді у турнірі Другої Бундесліги. За результатами сезону Еглофф разом із клубом підвищився до Бундесліги. У серпні 2020 року Еглофф продовжив контракт із «Штутгартом» ще на чотири роки. Початок нового сезону футболіст змушений був пропускати через травму. Перший вихід Еглоффа на поле у Бундеслізі відбувся 17 жовтня 2020 року проти берлінської «Герти».